# Demokratiske Parti – demokraci.pl
Det Demokratiske Parti – demokraci.pl (pl. Partia Demokratyczna – demokraci.pl, PD) er et polsk liberalt og centrisk politisk parti. Partiet blev oprindeligt stiftet af daværende premierminister Tadeusz Mazowiecki i 1990 under navnet den Demokratiske Union (UD) og skulle repræsentere Solidarność' moderate fløj. Fra 1994 fungerede det under navnet Frihedsunionen (UW), for så endelig den 7. maj 2005 at tage det nuværende navn det Demokratiske Parti – demokraci.pl. Partiet befinder sig for tiden uden for det polske parlament, men har repræsentanter i Europa-Parlamentet.

## Politisk program
Det Demokratiske Parti er tilhænger af en stat der sikrer lige tilgang til viden, værner som samfundets samhørighed, garanterer borgernes sikkerhed og erhvervslivets frihed ved samtidig respekteren af arbejdstagernes rettigheder. Til partiets postulater hører:
- støtte til en europæisk forfatning
- nedsættelse af skatter, fx PIT (indkomstskat), samt en gradvis indførelse af flad skat på 19% med tre lettelser: virksomheds-, familie- og investeringslettelse
- nedsættelse af de omkostninger ved arbejde der ikke udgøres af løn og skattelettelser for personer der etablerer deres første firma
- oprettelse af nye arbejdspladser, bl.a. ved at fritage nyuddannede der begynder deres første arbejde fra betaling af ZUS (statslig social forsikring)
- udnævnelse af en virksomhedsombudsmand til at forsvare de der er blevet forurettet af skattekontorer eller andre offentlige institutioner
- forhøjelse af udgifterne til uddannelse
- oprettelse af en stipendiefond for unge fra landet
- udbredelse af børnehavegang for 5-årige (især fra landområder) og undervisning i to fremmedsprog allerede i grundskolen (1.-6. klasse)
- standardisering af priserne på sundhedsydelser i hele landet
- stabilisering af bestemmelserne for levering af sundhedsydelser
- omstrukturering af de offentlige sygehuses gæld
- skabelse af et net af offentlige sygehuse der ikke underlægger privatisering
- nedsættelse af priserne på telekommunikation – for at lette adgangen til internettet

PD går derudover ind for en liberalisering af abortlovgivningen, indførelse af registrerede partnerskaber for homoseksuelle, indførelse af delvis brugerbetaling på statslige studier og offentlige hospitaler og adskillelse mellem staten og kirkerne.
Partiet er til gengæld imod nedlæggelse af distrikterne (powiaty), opløsning af senatet, legalisering af eutanasi, genindførelse af dødsstraf og tilbagetrækning af de polske soldater fra Irak.

### Europarlamentarikere
- Bronisław Geremek, historiker, tidl. udenrigsminister
- Jan Kułakowski, jurist
- Janusz Onyszkiewicz, tidl. forsvarsminister, næstformand for Europaparlamentet i årene 2004–2007
- Grażyna Staniszewska, tidl. medlem af Senatet (2001–2004) og Sejmen (1989–2001)

| Politisk parti | Spire Denne artikel om et politisk parti eller gruppe er en spire som bør udbygges. Du er velkommen til at hjælpe Wikipedia ved at udvide den. |